# Велес
Ве́ле́с, Во́лос (Ве́лес, Веле́с, др.-рус. Велесъ, Волосъ) — божество в славянском языческом пантеоне, «скотий бог».
Согласно теории основного мифа — одно из центральных божеств в славянской мифологии, змеевидный бог, живущий на земле, антагонист обитающего на небе громовержца Перуна.

## Велес и Волос
Любор Нидерле, А. Л. Погодин, В. Й. Мансикка, М. Фасмер и Л. С. Клейн отделяли Велеса от Волоса. Так Клейн считал, что Велес был божеством, связанным с миром мёртвых, тогда как Волос — божеством-покровителем скота, «скотьим богом». При этом Волос являлся не исходно славянским божеством, а результатом трансформации образа великомученика Власия: христианский святой в народной религии со временем превратился в Волоса. По мнению Генрика Ловмянского, «Велес, скорее всего, был русским демоном, не имеющим ничего общего, кроме некой схожести в имени, со скотьим богом Волосом». Этимология имени Велес точно не выяснена. Лингвист Макс Фасмер предполагал связь Велес с велий (великий) по той же модели, что белёсый ← белый. Литературовед Ю. В. Подлипчук считал, что бога Велеса, в отличие от Волоса, вовсе не существовало, поскольку немногочисленные примеры употребления этого слова в древнерусских источниках гораздо лучше могут быть поняты исходя из семантики слова «великий». Так, например, Боян «Слова о полку Игореве», названный в нём «Велесовъ внуче», осмысляется не как внук некоего Велеса, а как «богатырей внук». Б. А. Успенский, хотя и употребляет иногда в своей книге написание «Волос ~ Велес» как дань авторитету В. В. Иванова и В. Н. Топорова, всё же придерживается написания «Волос».

## Функции
В договоре Руси с Византией 907 года Волос соотносится с золотом, а Перун — с оружием. В иных источниках они также перечисляются в паре:

 иже молѧть подъ ѡвиномъ. и ѡгневи. и виламъ и мокоши (і) симу. (і) руглу и перуну и волосу скотью б҃у. (і) роду и рожаницамъ (=—ѣ) и всѣмх тѣмъ иже суть имъ (=тѣмъ) подобии се же оучение намъ вписасѧ конець вѣкъ— Слово некоего христолюбца и ревнителя по правой вере

Впервых постави начальнейшаго кумира, именем Перуна, бога грому, молнии и облаков дождевных на пригорку высоком над Боричовым потоком по подобию человеческу… Вторый идол бысть Волос, бог скотов. Третий Позвизд: инии же прозваша его Похвистч неции нарицаху Вихром, исповедающе бога быти воздуха, ведра и безгодия. Четвёртый идол Ладо; сею имеяху бога веселия и всякаго благополучия… Пятый идол Купало, егоже бога плодов земных быти мняху…— Выдержки из Киевского Синопсиса, О идолѣхъ Владимировыхъ
Культ Велеса, наряду с культом Перуна, считается частью исследователей древнейшим общеславянским. Лингвисты и исследователи мифологии В. В. Иванов и В. Н. Топоров, авторы теории основного мифа относили к высшему уровню славянской мифологии два праславянских божества, имена которых достоверно реконструируются как *Реrunъ (Перун) и *Velesъ (Велес), а также увязываемый с ними женский персонаж, праславянское имя которого неизвестно. Эти божества воплощают военную и хозяйственно-природную функции. Согласно реконструкции, они связаны между собой как участники грозового мифа. Причина распри этих богов заключается в похищении Велесом скота, людей, а в некоторых вариантах — жены громовержца Перуна. Бог грозы Перун, обитающий на небе, на вершине горы, преследует своего змеевидного врага, живущего внизу, на земле. Преследуемый Велес прячется последовательно под деревом, камнем, обращается в человека, коня, корову. Во время поединка с Велесом Перун расщепляет дерево, раскалывает камень, мечет стрелы. Победа завершается дождём, приносящим плодородие. Возможно, некоторые из этих мотивов повторяются в связи с другими божествами, выступающими в других, более поздних пантеонах и под другими именами (например, Свентовит).
В Слове о полку Игореве древний песнотворец Боян называется «Велесовым внуком»:

Чи ли въспети было, вещей Бояне, Велесовь внуче— «Слово о полку Игореве»
Именование Бояна «Велесовым внуком» в «Слове о полку Игореве», предположительно, отражает древнюю связь культа Велеса с обрядовыми песнями и поэзией.
В крестьянской культуре восточных славян «скотьим богом» называли также медвежью лапу, которую вешали в хлеву как амулет, оберегающий домашний скот.
Сельскохозяйственные функции Велеса прослеживаются в обычае оставлять ему в дар несжатыми так называемых волоти, несколько стеблей злаков. Эта жертва называется «Волосовой бородкой».

## Идолы и капища

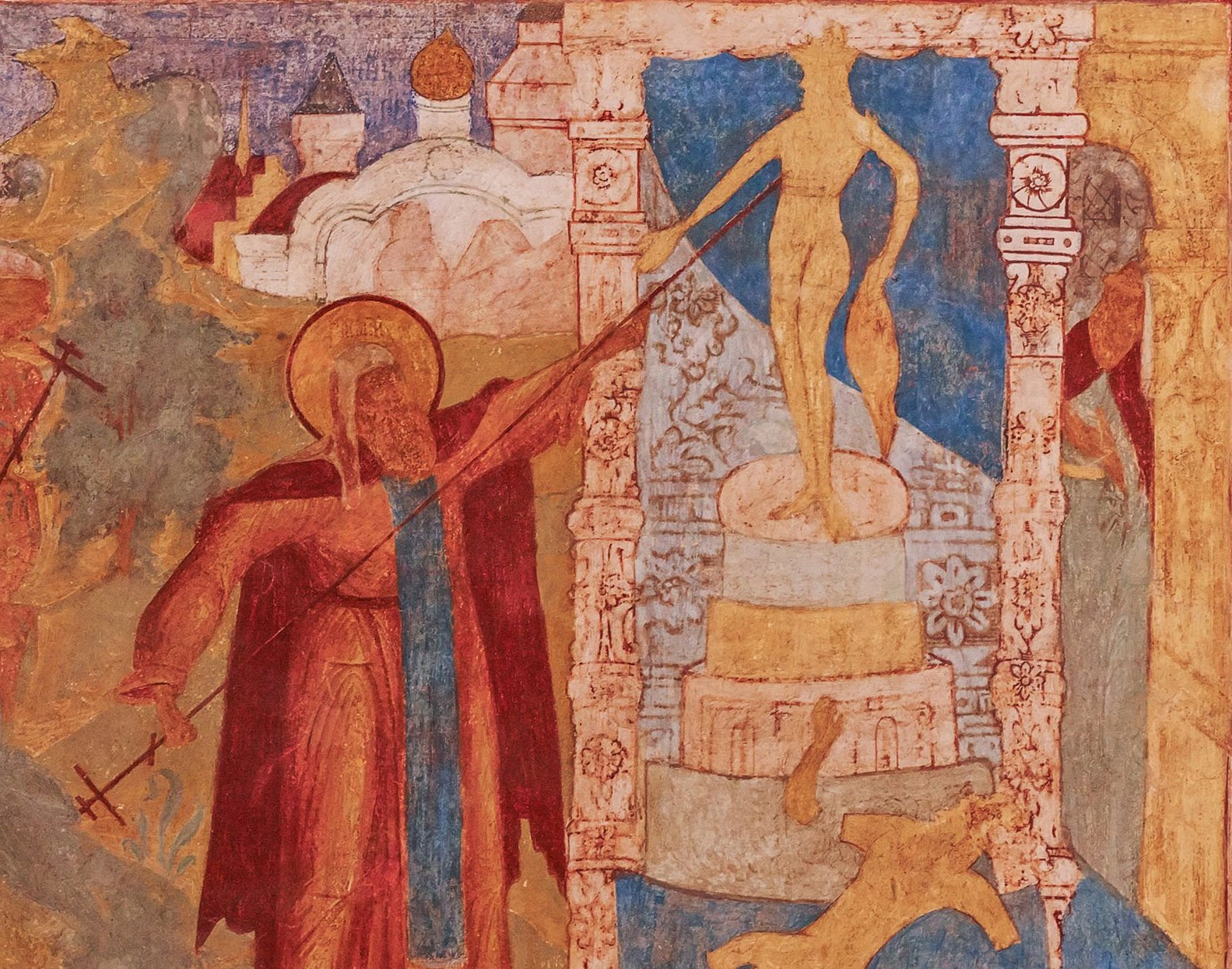
Авраамий Ростовский сокрушает идол Велеса (около 1070-х годов), на месте которого был воздвигнут Богоявленский монастырь, фреска XVII века

В Киеве идол Перуна стоял на горе (и затем входил в состав воздвигнутого князем Владимиром в 978 году пантеона), а идол Велеса находился в Киеве «под горой», вероятно, на киевском Подоле, в нижней части города, то есть в торгово-ремесленной части Киева у пристани на реке Почайне. В «Житии Владимира» говорится, что этот идол был свержен во время крещения Руси в 988 году: «А Волоса идола… веле в Почайну реку воврещи».
Среди шести богов киевского княжеского пантеона Велеса не было. Похожая картина с «верхом» и «низом» имеется в Македонии, где есть город Велес, расположенный под холмом Ильи-пророка (перенявшего у Перуна функции громовержца), и в Хорватии, где есть посёлок Волоско под горой Перун. Это находило отражение и в социальном плане их культа: Велес считался богом «всей Руси», а Перун — преимущественно богом княжеской дружины.
Согласно житию Авраамия Ростовского (XV век), Чудской (мерянский) конец Ростова в XI веке поклонялся каменному идолу Велеса.
Город Ярославль по позднему преданию (впервые записанному в 1781 году) был основан в 1010 году на месте капища Волоса, в котором волхвы содержали священного медведя. «Сему же многоказненному идолу и керметь (капище) створена бысть и волхов вдан, а сей неугасимый огнь Волосу держа и жертвенная ему кури». Князь Ярослав Мудрый, правивший в Ростове, убил медведя и разогнал волхвов.
Согласно поздней литературной легенде, идолу Велеса поклонялось племя ильменских словен. В составленном в XVII веке рассказе о грамоте Александра Македонского, якобы данной предкам словен, говорится: «Сии ж князи словено-рустии… сию пречестнейшую епистолию почитаху вельми и обесиша ю в божницы своей по правую страну идола Велеса и честно покланяхуся ей, и праздник честен творяху в началный день примоса месяца».

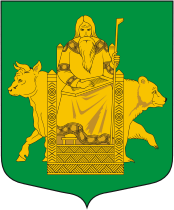
Велес ~ Волос на гербе города Волосово (Ленинградская область)

В Великом Новгороде есть Церковь Власия на Волосовой улице. Существует мнение, что на этом месте было капище Волоса. Согласно другой версии, улица названа по церкви св. Власия, поскольку Волос — это народная восточнославянская форма имени Власий. Возможно также, что оно располагалось на Перыни (юго-западное из трёх капищ), где позже была построена церковь, как полагает Б. А. Рыбаков, в честь св. Николая.
Согласно позднейшей топонимической легенде, от имени Волоса происходит название города Волосово, что нашло своё отражение в официальном гербе города.

## Параллели в сравнительной мифологии
По мнению В. Н. Топорова и Вяч. Вс. Иванова, с именем Велеса у славян связывалось звёздное скопление Плеяд
(др.-рус. Волосыни, болг. Власците, серб. Влашићи). Согласно современной точке зрения, славянские названия Плеяд мотивированы их ассоциацией с волосами (формой причёски замужних женщин).
В костромских и соседних русских говорах встречается слово Ёлс — «леший, чёрт», которое исследователи связывают с именем Велеса. Впервые это мнение высказал Д. К. Зеленин, позже его поддержали другие исследователи.
В. Н. Топоров на основе македонских и сербо-хорватских сказаний о виле Веле (*Vela) реконструировал женский персонаж основного мифа, вероятно имевший родство и/или свадебный мотив с Велесом или Влашичами-Плеядами (*Velsyni/*Volsyni). Возможно Велес боролся с Перуном за женитьбу на богине Мокоши. Велес связывается со Змеем, водой, «сырыми» деревьями (ольха, ель и др.), подобно балт. Велнясу.
Имя Велеса часто сравнивают с балтийским именем бога загробного мира Велсом, и родственным ему вяльнясом (чёртом), — покровителем скота (в основном лошадей и рогатого скота, включая коз) и игры на дудке. Это роднит его с греческим Паном, римским Фавном, индийским Пушаном.
В ведийской мифологии с Велесом сближают противников Индры Вритру и Валу, пожирающего скот. Согласно В. В. Иванову и В. Н. Топорову, в реконструируемом основном мифе Велес был противником Перуна-громовержца, похищающим его стада́.

## Реликты культа в христианскую эпоху

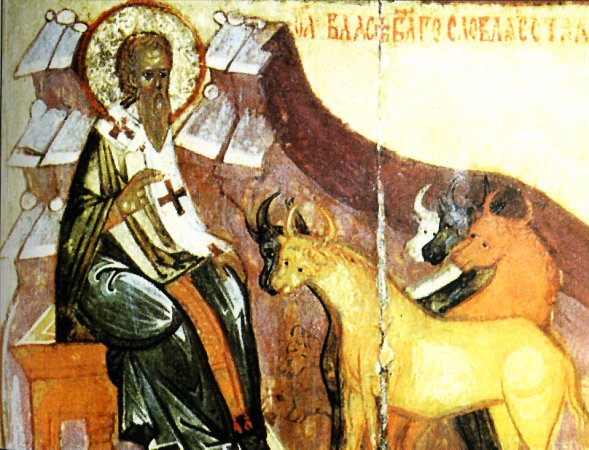
Святой Власий с животными (русская икона, XV век)

Христианская традиция не полностью ассимилировала образ Велеса. Сохранилось представление о нём как о злом духе, чёрте: русские диалектные ёлс, волосатик, волосень — «нечистый дух, чёрт», чеш. Veles — «злой дух, демон» (XVI—XVII века).
По мнению Б. А. Успенского, часть функций Велеса взял на себя Николай Чудотворец, который покровительствовал богатству и торговле, а также считался в представлении русских хозяином подземного и морского миров.
В христианскую эпоху Велес, благодаря звуковой близости имён и совпадению некоторых черт культа, слился с христианским святым Власием, покровителем скота. Дохристианское имя Волосъ, тождественное имени языческого бога, со временем было переосмыслено как полногласный вариант христианского имени Власъ. По мнению русского и финского филолога Вильо Мансикки, польского академика Генрика Ловмянского и др., наоборот, сам Велес представляет собой мифологизированный образ святого Власия, заимствованный восточными славянами-язычниками из христианской Болгарии. Уже в третьей четверти XI века в берестяной грамоте (№ 914) церковного содержания в перечне святых фигурирует Волос. Во вкладной грамоте Варлаама Хутынского (конец XII—начало XIII века) фигурирует человек по имени Волос. Также фигурирует имя Волос (от имени Власий) в берестяных грамотах № 604 (1160—1180) и № 1094 (конец XIV века — начало XV века).
Считается, что остатки культа Велеса в синкретичном виде с культом святого Власия сохранились на Русском Севере в крестьянской скотоводческой культуре. Его культ иногда сближается с культом медведя как «хозяина» животных. Медвежий культ существовал у днепровских балтов железного века, в том числе в юхновской культуре.

## В неоязычестве

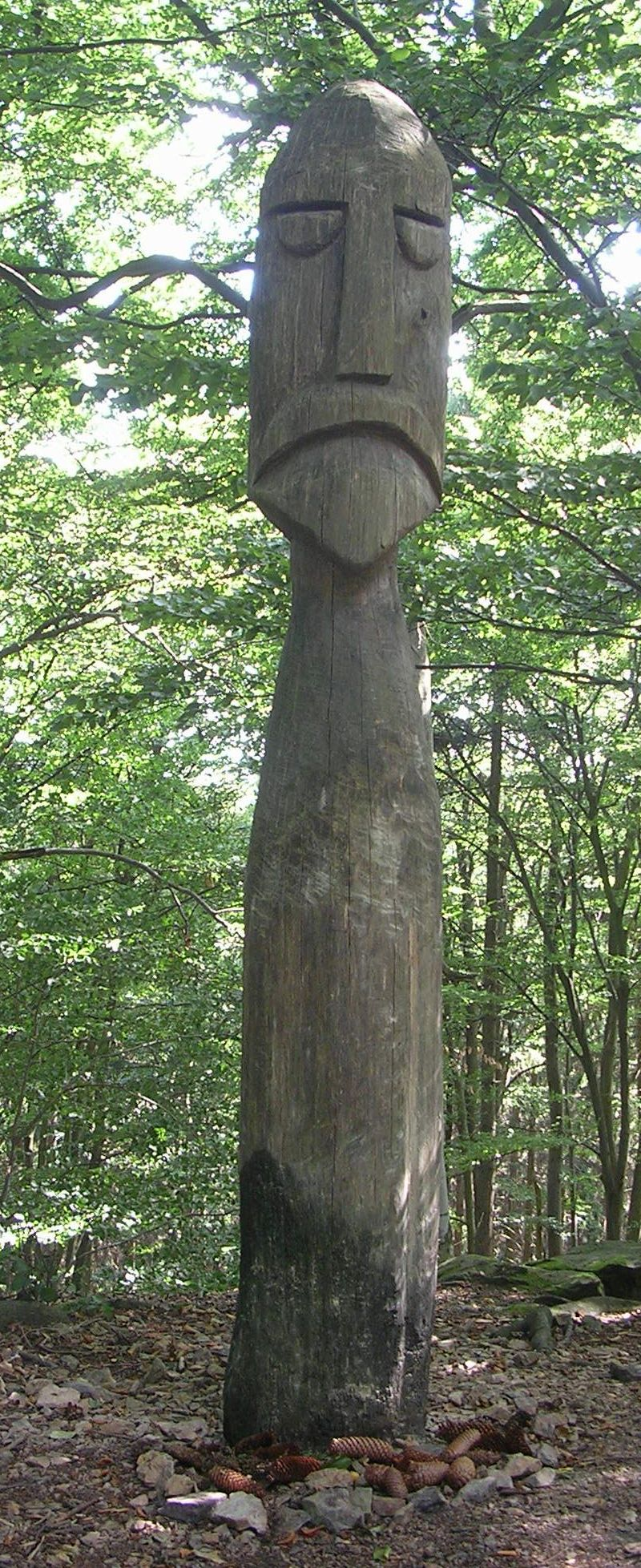
Современный идол Велеса в Чехии

Велес является одним из наиболее почитаемых богов в славянском неоязычестве (родноверии), где может считаться богом плодородия, сельского хозяйства, животноводства, богатства, знаний, мудрости, пения (поскольку в «Слове о полку Игореве» сказитель Боян назван «велесовым внуком»). Велес рассматривается как соперник Перуна и проводник в царство мёртвых, поэтому он обитает на границе мира живых и мира мёртвых, в отличие от светлых богов, живущих в Ирии и тёмных, обитающих в Пекельном царстве. В славянском неоязычестве присутствует два направления — воинственные поклонники Перуна и «природосообразные» поклонники Велеса. Нисхождение в загробный мир приносит герою всеведение, особую мудрость, часто связанную с поэтическими особенностями, поэтому Велес также считается богом мудрости и поэзии. В неоязычестве утверждается, что он — сын небесной Коровы и Первобога Рода, один из самых древних индоарийских богов, сначала в качестве покровителя охотников, затем скотоводства и богатства. Образ Велеса возводится неоязычниками к образу медведя. В неоязыческой интерпретации борьба святого Георгия со змием понимается как борьба Перуна с Велесом, похитившим у него коров.
В отдельных течениях Велес может быть верховным богом-покровителем. Имя Велеса является распространённым в названиях неоязыческих объединений («Велесов круг», «Московская Велесова община», «Колесо Велеса», «Велесовы внуки», «Велесова тропа»). В объединении «Велесов круг» Велес считается верховным богом и богом мудрости. Последователи движения «Общество Нави» считали себя приверженцами «нордической славянской мифологии», принесённой «белому человеку» Велесом. Идеолог неоязычества Александр Асов предлагал «знак Велеса» из двух наложенных друг на друга трёхлучевых звёзд в виде шестилучевой на традиционном фоне. Образ Велеса является вторым по популярности (после образа Перуна) среди современных художников неоязыческой направленности.
С 1950-х годов среди неоязычников получила известность «Велесова книга» («Влесова книга»), сочинение, выдаваемое за текст IX века, но признанное научным сообществом фальсификацией XX века. В «Велесовой книге» бог Велес включён в один из малых Триглавов.